# リンカーン郡 (ジョージア州)
リンカーン郡（リンカーンぐん、英: Lincoln County）は、アメリカ合衆国ジョージア州の北東部に位置する郡である。2010年国勢調査での人口は7,996人であり、2000年の8,348人から4.2%減少した。郡庁所在地はリンカーントン市（人口1,566人）であり、同郡で人口最大の都市でもある。サバンナ川が北東境界かつ州境となっており、滝線の上にある。サバンナ川中流地域に属しており、サバンナ川中流地域開発センターのメンバーである。1796年2月20日に設立された。

## 歴史
リンカーン郡は1796年2月20日に州内24番目の郡として設立された。それより前、この領域は西隣のウィルクス郡に属していた。郡名はアメリカ独立戦争の英雄、ベンジャミン・リンカーン将軍に因んで名付けられた。リンカーンは1733年にマサチューセッツ州ヒンガムで生まれた。独立戦争の終盤、バージニア州ヨークタウンで、イギリス軍チャールズ・コーンウォリス将軍の降伏の剣を受け取ったことで知られている。1809年に軍隊を退役し、1810年に死んだ。
1852年1月22日、州議会がウィルクス郡とリンカーン郡の郡境を変更した。なぜ変更したか記録は残されていない。
アメリカ独立戦争の前から1950年まで、リンカーン郡は主に農業地帯だった。クラークヒル・ダムの開発と建設で大きな貯水池ができ、リンカーン郡や周辺の郡を覆った。開発業者が湖の周辺地域に多くの住宅地区や区画を作った。

## 地理
アメリカ合衆国国勢調査局に拠れば、郡域全面積は257.28平方マイル (666.4 km2)であり、このうち陸地211.09平方マイル (546.7 km2)、水域は46.19平方マイル (119.6 km2)で水域率は17.95%である。

### 主要高規格道路

#### アメリカ国道
- アメリカ国道378号線

#### ジョージア州道
- ジョージア州道43号線
- ジョージア州道43号線接続路
- ジョージア州道44号線
- ジョージア州道47号線
- ジョージア州道79号線
- ジョージア州道220号線
- ジョージア州道220号線支線

### 隣接する郡
- エルバート郡 - 北
- マコーミック郡 (サウスカロライナ州) - 北東
- コロンビア郡 - 南
- マクダフィ郡 - 南西
- ウィルクス郡 - 西

## 人口動態
以下は2000年の国勢調査による人口統計データである。
| 基礎データ - 人口: 8,348人 - 世帯数: 3,251 世帯 - 家族数: 2,379 家族 - 人口密度: 15人/km2（40人/mi2） - 住居数: 4,514軒 - 住居密度: 8軒/km2（21軒/mi2） 人種別人口構成 - 白人: 64.25% - アフリカン・アメリカン: 34.37% - ネイティブ・アメリカン: 0.37% - アジア人: 0.16% - 太平洋諸島系: 0.05% - その他の人種: 0.24% - 混血: 0.56% - ヒスパニック・ラテン系: 0.97% | 年齢別人口構成 - 18歳未満: 24.4% - 18-24歳: 7.2% - 25-44歳: 27.5% - 45-64歳: 26.3% - 65歳以上: 14.6% - 年齢の中央値: 39歳 - 性比（女性100人あたり男性の人口） - 総人口: 94.9 - 18歳以上: 91.9 世帯と家族（対世帯数） - 18歳未満の子供がいる: 30.6% - 結婚・同居している夫婦: 53.2% - 未婚・離婚・死別女性が世帯主: 15.5% - 非家族世帯: 26.8% - 単身世帯: 23.7% - 65歳以上の老人1人暮らし: 10.4% - 平均構成人数 - 世帯: 2.55人 - 家族: 3.01人 | 収入と家計 - 収入の中央値 - 世帯: 31,952米ドル - 家族: 36,657米ドル - 性別 - 男性: 27,165米ドル - 女性: 21,338米ドル - 人口1人あたり収入: 15,351米ドル - 貧困線以下 - 対人口: 15.3% - 対家族数: 12.4% - 18歳未満: 19.6% - 65歳以上: 15.9% |

## 都市と町
- シェノールト
- リンカーントン - 郡庁所在地

## レクリエーションと歴史的な場所
クラークスヒル・ダムの建設から、レクリエーションがリンカーン郡の成長に貢献した。主要な観光地であり、釣り、ボートなど水上スポーツができ、観光客や付近の住人を楽しませている。クラークスヒル湖の湖岸に約380平方マイル (980 km2) の広さがある。
郡東部のサウスカロライナ州境の手前には、エリジャー・クラーク州立公園がある。この公園は広さが447エーカー (1.81 km2) あり、年間を通じて観光客を呼んでいる。毎年5月にはブルーグラス祭があり、過去20年間で大きな呼び物になってきた。毎年著名なブルーグラス・ミュージシャン数人が演奏を行っており、その中にはリンカーン郡生まれのルイス・ファミリーもいる。ルイス・ファミリーは年中国際的なツアーを行っている。また芸術工芸品祭や丸太小屋クリスマスも毎年開催されている。どちらも10月の開催である。
郡内には下記のような多くの歴史的な場所がある。
- ラマー・ブランチャード邸、リンカーントン市、アメリカ合衆国国家歴史登録財に指定
- リンカーン郡歴史公園
- グレイブス山

## 経済
リンカーン郡経済の成長は、J・ストローム・サーモンド・ダムとクラークスヒル湖ができたことに伴う開発と関わってきた。製材業が新しい産業である。郡内では数百万ドルの産業になっている。20以上の製材企業が郡民大半の雇用を生み出してきた。
他にもヒーロー・メタル、トップ・グリル、チャールズ・オーウェンなど新しい会社が入ってきた。